# Idioma gowar
Gowar es una lengua indígena de Australia extinta. El idioma se hablaba en la isla de Moreton frente a la costa de la actual Brisbane.
Otros nombres son Goowar, Gooar, Guar, Gowr-burra; other names Ngugi (Mugee, Wogee, Gnoogee), Chunchiburri, Booroo-geen-merrie.
Puede estar relacionado con las lenguas durubálicas (Bowern 2011) o (junto con el idioma pimpama) con las lenguas bandjalángicas (Jefferies 2011).